# Российский государственный технологический университет имени К. Э. Циолковского
Российский государственный технологический университет им. К. Э. Циолковского — высшее учебное учреждение существовавшее в Москве с 1932 по 2015 год. 
В 2015 году приказом Минобрнауки России университет был присоединён в качестве структурного подразделения к Московскому авиационному институту.

## История
История МАТИ начинается с 1931 года когда в Московском авиационном институте (МАИ) был образован факультет дирижаблестроения. Однако уже в 1932 года он был преобразован в Московский дирижаблестроительный институт (МДИ).
4 апреля 1933 года Коллегия ГУ ГВФ приняла постановление об организации Дирижаблестроительного учебного комбината (ДУК), который объединил Московский дирижаблестроительный институт (МДИ) и Воздухоплавательную школу Дирижаблестроя. Дирижаблестроительный учебный комбинат (ДУК) располагался в городе Тушино.
За образованием и развитием ДУКа внимательно следил знаменитый учёный, исследователь, основоположник теорий современной космонавтики Константин Эдуардович Циолковский, с его помощью была сформирована материальная и методическая база нового центра. После смерти учёного, 20 октября 1935 года Дирижаблестроительному учебному комбинату присвоено его имя.
Однако производство дирижаблей быстро снижалось, а самолётостроение увеличивалось, поэтому в 1939 году ДУК был преобразован в Московский институт инженеров гражданского воздушного флота им. К. Э. Циолковского.
17 июня 1940 года совместным решением Совнаркома СССР и ЦК ВКП (б) на базе Московского института инженеров гражданского воздушного флота им. К. Э. Циолковского был создан МАТИ, в составе которого в то время были три факультета: горячая и холодная обработка металлов, технология авиамоторостроения, технология самолётостроения.
Уже вскоре в МАТИ значительно увеличивается разнообразие специальностей подготовки молодых специалистов, активно развиваются существующие научные школы и создаются новые, устанавливаются связи с зарубежными и отечественными партнёрами. В 1946 году создаётся филиал МАТИ в городе Ступино (Московская область). В начале 1950-х годов происходят значительные изменения: все подразделения МАТИ перемещаются на Страстной бульвар и Ульяновскую улицу, а в Московской области был построен ныне действующий Учебный и спортивно-оздоровительный лагерь «Звёздный». В 1954 году создаётся вечернее отделение МАТИ в городе Раменское. С ростом специальностей подготовки в 1962 году организован факультет Радиоэлектронной аппаратуры. В 1970 году заканчивается строительство нового учебного корпуса площадью 11000 м² на Берниковской набережной.
В период когда ректором был Митин Борис Сергеевич МАТИ становится крупным университетским центром, входит в число ведущих ВУЗов России, укрепляются и устанавливаются связи с предприятиями аэрокосмической отрасли, международное сотрудничество. Начинается строительство учебного комплекса в районе Кунцево (Москва).
В 1984 году создаётся факультет технологии авиаконструкций из композитных материалов (ныне факультет № 4).
В 1990-х годах в МАТИ создаётся факультет «Экономика и менеджмент в промышленности», организована Российско-Британская аэрокосмическая школа совместно с Кингстонским университетом.
Приказом Государственного комитета Российской Федерации по высшему образованию от 11 июля 1996 года № 1216 МАТИ им. К. Э. Циолковского переименован в «МАТИ» — Российский государственный технологический университет имени К. Э. Циолковского.
В 2002 году введена в эксплуатацию первая очередь комплекса зданий университета в Кунцево, в том же году возобновились работы по строительству зоны 2 «Б» второй очереди. Решением Учёного совета МАТИ и приказом № 4514 Министерства образования России от 8 декабря 2003 года в университете создан Институт молодёжной политики и социальных технологий.
В октябре 2007 г. Московский авиационный технологический институт (МАТИ) отметил свой 75-летний юбилей, а 3 октября президентом Российской Федерации (на то время Владимир Путин) объявлена благодарность Российскому государственному технологическому университету «…за большой вклад в развитие науки, высшей школы и подготовку квалифицированных специалистов…».
67,4 % преподавателей вуза имеют учёные степени кандидатов и докторов наук. Также здесь работают действительные члены и члены-корреспонденты Российской Академии наук, члены зарубежных академий наук и общественных Академий РФ. Значительная часть профессоров и доцентов — выпускники МАТИ.
По состоянию на 2011 год численность профессорско-преподавательского состава университета составляла 1163 человек, из них 784 с учёными степенями и званиями.
В 2010/11 учебном году в МАТИ обучалось более 9,5 тысяч студентов, в том числе 7 тысяч по очной форме, из которых около двух тысяч проходили обучение на платной основе. По очно-заочной форме обучалось около 1000 студентов, по заочной около 500.
МАТИ имел связи с рядом зарубежных университетов и научных учреждений в сфере образования, проведения научных исследований, организации кадровых обменов, совместного создания методических материалов. Каждый год здесь проходят стажировку более 300 иностранных студентов и специалистов из 17 государств, среди которых Южная Корея, Великобритания, Голландия, Исламская Республика Иран, Союз Мьянма, Социалистическая Республика Вьетнам.
В МАТИ защищали диссертации молодые учёные из Южной Кореи и Тайваня, Германии, Швеции, Вьетнама, Непала.
Международная научная деятельность университета была связана с реализацией международных научных проектов с Технопарком АНСАН (Южная Корея), Технологическим университетом им. Насир ад-Дина Туси (Иран), металлургическим центром Тайваня, Делфтским техническим университетом, Нидерланды, и высшей инженерной школой Arts et Métiers ParisTech (Франция). 
24 марта 2015 года приказом Минобрнауки России № 266 МАТИ реорганизован путём присоединения к МАИ. 5 октября 2015 года деятельность МАТИ была прекращена, а все студенты были зачислены в МАИ в порядке перевода. 

## Названия
- 1931—1931 — факультет дирижаблестроения МАИ
- 1932—1933 — Московский дирижаблестроительный институт (МДИ)
- 1933—1935 — Дирижаблестроительный учебный комбинат (ДУК)
- 1935—1939 — Дирижаблестроительный учебный комбинат им. К. Э. Циолковского
- 1939—1940 — Московский институт инженеров гражданского воздушного флота им. К. Э. Циолковского
- 1940—1973 — Московский авиационный технологический институт
- 1973—1993 — Московский авиационный технологический институт им. К. Э. Циолковского
- 1993—1996 — Московский государственный авиационный технологический университет им. К. Э. Циолковского
- 1996—2015 — «МАТИ» — Российский государственный технологический университет имени К. Э. Циолковского

## Имущественный комплекс МАТИ

### На Страстном бульваре
Комплекс располагался по адресу: Москва, ул. Петровка, дом 27 (ст. м. Чеховская, Пушкинская), где с начала 1950-х и начала 1990-х находились факультет № 1, аудитории и лаборатории, администрация института (ректорат), бухгалтерия, профсоюз студентов и аспирантов, приёмная комиссия.
В настоящее время (по состоянию на 2021 год) в комплексе прошедших реконструкцию зданий находятся: бизнес-центр «Венский дом», рыбный ресторан «Клёво», отделение «Райффайзен-Банк», салон красоты.

### На Берниковской набережной
Комплекс располагается по адресу: Москва, Берниковская наб., д. 14 (ст. м. Таганская-кольцевая), где находятся факультеты № 2 и № 3, актовый зал, спортивный зал, библиотека. Строительство завершилось и комплекс был введён в эксплуатацию в 1970 году. До начала 1990-х в состав комплекса входило несколько корпусов, в которых размещался ряд кафедр (физики, химии, философии, научного коммунизма, теоретической механики), столовая, военная кафедра.

### На Оршанской улице
Комплекс располагается по адресу: Москва, ул. Оршанская, д. 3 (ст. м. Молодёжная), где находятся факультеты № 1, № 4, № 5, № 6,№ 7 Институт молодёжной политики и социальных технологий, профсоюз студентов и аспирантов, библиотека, администрация и приёмная комиссия.
20 октября 1982 года Градостроительный совет города Москвы утвердил план застройки комплекса. Строительство началось в 1986 году. В 1990 году введён в эксплуатацию учебно-лабораторный корпус «В». В 1998 году введены в эксплуатацию два учебно-лабораторных корпуса второй очереди строительства. В 2002 году полностью введена в эксплуатацию первая очередь строительства и началось строительство второй очереди учебно-административных зданий.
С 2004 года идёт строительство новых корпусов, в которых планируется разместить спортивный зал, актовый зал, аудитории и лаборатории.

### На улице Полбина
Здание располагается по адресу: Москва, ул. Полбина, д. 45 (ст. м. «Печатники» или «Текстильщики»; платформа Депо или Перерва Курского направления Московской железной дороги), где находятся факультет военного обучения, кафедра порошковой металлургии, композиционных материалов и покрытий и некоторые другие.
В 2006 году принято решение о создании на базе военной кафедры МАТИ Военно-учебного центра Министерства обороны Российской Федерации.
Учебный военный центр (УВЦ) при МАТИ создан приказом ректора университета от 14 июля 2008 года № 1439 в соответствии с распоряжением Правительства Российской Федерации от 6 марта 2008 года N 275-р «Об учебных военных центрах, факультетах военного обучения и военных кафедрах при федеральных образовательных учреждениях высшего профессионального образования». 

## Структура на момент ликвидации
В 2015 году на момент ликвидации университет включал в себя:
- 12 факультетов (в том числе и факультет военного обучения) и 58 кафедр
- Институт целевой подготовки специалистов по двигателестроению на базе ФГУП НПЦ газотурбостроения «Салют»
- Аэрокосмический университет целевой подготовки специалистов на базе ФГУП ГКНПЦ им. М. В. Хруничева
- Межотраслевой институт повышения квалификации
- Российско-Британская аэрокосмическая школа «МАТИ — Кингстонский университет»
- Высшая инженерная школа экологии и безопасности
- Учебно-научно-производственный комплекс
- Технопарк «Новые технологии»
- Инженерно-медицинский центр «МАТИ-Медтех»
- Учебно-научный центр «МАТИ-Сертификат»
- Учебный военный центр Министерства обороны Российской Федерации
- Учебно-методическое объединение высших учебных заведений Российской Федерации по образованию в области материаловедения, технологий материалов и покрытий (УМО МТМП)
- Межвузовский отраслевой учебно-научный центр «Новые технологии техногенной безопасности»
- Парашютный клуб «Ариэль» (студенческий межвузовский)
- Центр прикладного бизнес-образования
- Центр переподготовки и повышения квалификации преподавателей инженерных вузов
- Межвузовский центр гуманитарного образования по социологии для негуманитарных вузов
- Центр гуманитарного образования по проблемам развития личности студентов
- Центр социально-психологических проблем обучения и воспитания
- Центральные подготовительные курсы
- Учебно-спортивный и оздоровительный центр «Звёздный»
- Центр студенческого творчества
- Музей МАТИ

## Институты и кафедры
Ниже представлены институты и кафедры МАТИ:
- Институт № 1: «Материаловедения и технологий материалов»
  - Кафедра «Промышленная экология и безопасность производства»
  - Кафедра «Управление качеством и сертификация»
  - Кафедра «Технология обработки металлов давлением» им. проф. А. И. Колпашникова
  - Кафедра «Материаловедение и технологии обработки материалов» имени Б. С. Митина
  - Кафедра «Природная и техногенная безопасность и управление риском»
  - Кафедра «Материалы и технологии в травматологии и ортопедии»
  - Кафедра «Технология композиционных материалов, конструкций и микросистем»
  - Кафедра «Технологии и системы автоматизированного проектирования металлургических процессов»
- Институт № 2: «Аэрокосмических конструкций, технологий и систем управления»
  - Кафедра «Испытания летательных аппаратов»
  - Кафедра «Технология производства летательных аппаратов»
  - Кафедра «Технология проектирования и эксплуатации летательных аппаратов»
  - Кафедра «Стартовые комплексы»
  - Кафедра «Спутники и разгонные блоки»
  - Кафедра «Космические телекоммуникации»
  - Кафедра «Радиоэлектроника, телекоммуникации и нанотехнологии»
  - Кафедра «Технологии производства приборов и информационных систем управления летательных аппаратов»
  - Кафедра «Технологическое обеспечение надёжности изделий авиастроения» (на базе ОАО ОАК)
  - Кафедра «Технология проектирования и производства двигателей летательных аппаратов»
  - Кафедра «Системный анализ»
- Институт № 3: «Информационных систем и технологий»
  - Кафедра «Высшая математика»
  - Кафедра «Управление инновациями»
  - Кафедра «Системное моделирование и инженерная графика»
  - Кафедра «Технологии интегрированных автоматизированных систем»
  - Кафедра «Физика»
  - Кафедра «Информационные технологии в механике сплошных сред»
  - Кафедра «Технологии производства радиоэлектронных средств»
  - Кафедра «Информационные и сетевые технологии»
  - Кафедра «Прикладная механика»
  - Кафедра «Прикладная математика, информационные технологии и электротехника»
- Институт № 4: «Менеджмента, экономики, и социальных технологий»
  - Кафедра «Государственное, муниципальное управление, правоведение и психология»
  - Кафедра «Иностранные языки»
  - Кафедра «Культурология, история, молодёжная политика и реклама»
  - Кафедра «Маркетинг»
  - Кафедра «Производственный менеджмент»
  - Кафедра «Физическое воспитание»
  - Кафедра «Социология и управление персоналом»
  - Кафедра «Учёт, анализ и аудит»
  - Кафедра «Философия и социальные коммуникации»
  - Кафедра «Финансовый менеджмент»
  - Кафедра «Экономика»
  - Кафедра «Проектирование вычислительных комплексов»
  - Кафедра «Энергетический сервис и управление энергосбережением»
- Филиал университета в городе Ступино
  - Кафедра «Экономика и управление»
  - Кафедра «Технология производства авиационных двигателей»
  - Кафедра «Моделирование систем и информационные технологии»
  - Кафедра «Технология и автоматизация обработки материалов»
- Институт заочного обучения
- Факультет повышения квалификации
- Институт военной подготовки
  - Факультет военного обучения
  - Учебный военный центр

## Персоналии

### Директора и ректоры МАТИ
- 1932—1933 Красных Андрей Филиппович
- 1933—1934 Дулицкий Алексей Алексеевич
- 1934—1936 Адамович Иосиф Карлович
- 1936—1940 Лаврентьев Алексей Алексеевич
- 1940—1947 Попов Михаил Андреевич
- 1947—1950 Журавлёв Алексей Никитович
- 1950—1960 Чударев Павел Фёдорович
- 1960—1963 Метёлкин Александр Фёдорович
- 1964—1971 Проников Александр Сергеевич
- 1971—1978 Метёлкин Александр Фёдорович
- 1978—2000 Митин Борис Сергеевич
- 2001—2010 Петров Анатолий Павлович
- 2010—2011 Врио ректора Никитов Артемий Владимирович
- 2011—2012 Фролов Вадим Анатольевич
- 2012—2015 Рождественский Александр Викторович

### Заслуженные преподаватели
Заметный вклад в становление и развитие МАТИ внесли крупнейшие отечественные учёные в разные годы работавшие в университете:
- Банных, Олег Александрович — доктор технических наук, профессор, академик РАН. Заведующий лабораторией конструкционных сталей и сплавов ИМЕТ им. А. А. Байкова РАН, заведующий кафедрой «Высокопрочные неорганические материалы» МАТИ — РГТУ им. К. Э. Циолковского. Лауреат Государственных премий СССР и РФ, премии Совета Министров СССР и двух премий Правительства РФ;
- Беклемишев, Нил Нилович — профессор, доктор физико-математических наук, заведующий кафедрой физики, проректор по экономике и развитию «МАТИ» — РГТУ им. К. Э. Циолковского;
- Буханова, Анна Архиповна — профессор, доктор технических наук, заведующая кафедрой металловедения и термической обработки металлов. Один из пионеров направления создания монокристаллов жаропрочных сплавов;
- Васильев, Валерий Витальевич — член-корреспондент АН СССР;
- Вейник, Альберт Иозефович — выпускник МАТИ, теплофизик, член-корреспондент АН БССР;
- Воронов, Савватий Михайлович — профессор, доктор технических наук, лауреат Сталинской премии 1949 г., стоял у истоков зарождения и развития отечественной металлургии и металловедения лёгких сплавов. Завкафедрой «Металловедение и термическая обработка металлов» в 1946—1953 гг.;
- Елисеев, Юрий Сергеевич — генеральный директор ФГУП ММПП «Салют»;
- Ершов, Владислав Иванович — профессор, доктор технических наук, создатель научной школы в области совершенствования методов листовой штамповки деталей летательных аппаратов, заслуженный деятель науки и техники РСФСР;
- Ильин, Александр Анатольевич — заведующий кафедрой «Материаловедение и технология обработки материалов» и декан факультета «Материаловедение и технология материалов» им. Б. С. Митина «МАТИ» — Российского государственного технологического университета им. К. Э. Циолковского, руководитель Инженерно-медицинского центра «МАТИ-Медтех», президент группы компаний «Ильком-БМСИ», куда входят ЗАО «Имплант МТ» и ЗАО «КИМПФ», академик РАН, Заслуженный деятель науки РФ;
- Казаков, Николай Федотович — учёный в области сварочных процессов, металлургии и технологии металлов. Доктор технических наук. Заведующий кафедрой технологии металлов. Один из разработчиков принципиально нового способа соединения материалов — диффузионной сварки в вакууме. Заслуженный деятель науки и техники РСФСР. Лауреат Ленинской премии в области науки и техники (1984).
- Колачев, Борис Александрович — профессор, доктор технических наук, заслуженный деятель науки и техники РСФСР, лауреат Государственной премии СССР, один из создателей металлургии титановых сплавов;
- Либерзон, Марк Рахмильевич — профессор, доктор физико-математических наук, заведующий кафедрой аналитической механики, Заслуженный деятель науки РФ;
- Ливанов, Владимир Александрович — профессор, доктор технических наук, лауреат Ленинской и Государственных премий СССР;
- Лосев, Иван Платонович — крупный советский учёный-химик;
- Одинг, Иван Августович — член-корреспондент АН СССР;
- Поварова, Кира Борисовна — профессор, доктор технических наук, главный научный сотрудник Института металлургии и материаловедения им. А. А. Байкова РАН, лауреат Государственной премии СССР и премии Правительства РФ;
- Полубаринова-Кочина, Пелагея Яковлевна — гидродинамик, академик АН СССР;
- Протасов, Виктор Дмитриевич — химик, член-корреспондент РАН;
- Серенсен, Сергей Владимирович — механик, академик АН УССР;
- Толстая, Марианна Алексеевна — профессор, доктор химических наук, зав. кафедрой общей химии, дочь советского писателя Алексея Николаевича Толстого;
- Тростянская, Елена Борисовна — химик, профессор, доктор технических наук, один из создателей и научных организаторов кафедры «Технология переработки неметаллических материалов» (ТПНМ);
- Туполев, Алексей Андреевич — авиаконструктор, академик АН СССР;
- Хворостухин, Лев Алексеевич — учёный в области технологии производства авиационных двигателей, заслуженный деятель науки и техники РСФСР, заслуженный профессор «МАТИ», почётный авиастроитель.
- Дунин-Барковский, Игорь Валерианович — учёный в области метрологии, математик

преподаватели МАТИ — Герои Советского Союза
- Барыков Геннадий Иванович (ветеран ВОВ, выпускник МГУ, в 1965—1974 годах работал старшим преподавателем и доцентом в МАТИ)

### Известные выпускники
Полный список см. категорию Выпускники МАТИ
- Варичев, Андрей Владимирович (1967—2020), в разные годы занимал следующие посты: генеральный директор ОАО ХК «Металлоинвест», депутат Курской областной Думы четвёртого созыва (2006—2011), председатель совета директоров ОАО «Михайловский горно-обогатительный комбинат» (МГОК), генеральный директор МГОК, заместитель генерального директора ООО «Уральская сталь».
- Бородин, Михаил Яковлевич — кандидат технических наук, начальник лаборатории ВИАМ, пионер в области применения стеклопластиков и лёгких заполнителей для композиционных материалов в авиастроении и РКТ;
- Вейник, Альберт Иозефович — известен в Белоруссии и за рубежом как один из основоположников теории тепломассопереноса и теплофизики литейных процессов.
- Галущак, Борис Савельевич — генеральный директор ПО «Новосибирский приборостроительный завод», с 1972 по 1999 гг., лауреат Государственной премии СССР, Заслуженный машиностроитель Российской Федерации. Именем Б. С. Галущака названы улица и микрорайон в Заельцовском районе Новосибирска, ГБПОУ НСО «Новосибирский авиационный технический колледж имени Б. С. Галущака». На здании заводоуправления ПО «Новосибирский приборостроительный завод», а также на доме, где жил Борис Савельевич, установлены мемориальные доски.
- Гасиев, Максим Павлович — исполнительный директор Colliers International.
- Голышев, Георгий Иванович — доктор технических наук, лауреат Ленинской и Государственной премий СССР;
- Грин, Валерий Александрович — командующий Военно Космическими Силами РФ с 1997 по 2001 гг.
- Гундырев, Геннадий Николаевич — главный инженер (1985—1998) Нижегородского авиационного завода «Сокол», лауреат Государственной премии СССР.
- Гудков, Александр Владимирович — российский шоумен. Участник команды КВН «Фёдор Двинятин». КВНщик 2009 года по версии посетителей сайта kvnru.ru
- Дроздецкий, Вячеслав Александрович — заместитель председателя Совета директоров ОАО «Концерн „Радио-Центр“», бывший генеральный директор ОАО «Концерн „Радиоцентр“».
- Дубиков, Александр Алексеевич — руководитель производства ВНИИ им. Бочвара.
- Евстафьев, Николай Павлович — директор Балашихинского литейно-механического завода Министерства авиационной промышленности СССР, Московская область Герой Социалистического Труда (14.06.1985).
- Звёздочкин, Альберт Михайлович — старший вице-президент Московского банка реконструкции и развития.
- Зейналова, Ирада Автандиловна — бывшая заведующая корреспондентским бюро ОАО «Первый канал» в Великобритании и Северной Ирландии, автор и ведущая программы «Итоги недели» на НТВ (с 2016 года).
- Ильин, Александр Анатольевич — декан и заведующий кафедрой «Материаловедение и технология обработки материалов» факультета «Материаловедение и технология материалов» им. Б.С. Митина «МАТИ»-Российского государственного технологического университета им. К. Э. Циолковского (МАТИ), руководитель Инженерно-медицинского центра «МАТИ-Медтех» при МАТИ, президент группы компаний «Ильком-БМСИ», куда входят ЗАО «Имплант МТ» и ЗАО «КИМПФ», академик РАН, заслуженный деятель науки РФ.
- Каблов, Евгений Николаевич — академик РАН, директор ВИАМ, член правительственной комиссии по высоким технологиям и инновациям.
- Кирмусова, Людмила Александровна — технический директор российского филиала фирмы MARS с 2007 года
- Климов, Валентин Тихонович — генеральный директор АНТК им. Туполева с 1992 по 1997 год.
- Лебедев, Сергей Георгиевич — бывший генеральный директор ОАО «Московский НПЗ».
- Либкин, Ольгерт Маркович (Ольгерт Ольгин) — советский писатель-фантаст.
- Липатов, Юрий Александрович — депутат Государственной думы РФ (1999—2003, 2003—2007; 2007-), депутат Московской областной Думы второго созыва (1997—1999).
- Майоров, Борис Александрович — двукратный олимпийский чемпион.
- Майоров, Евгений Александрович — олимпийский чемпион.
- Мальчевский, Анджей Рышардович — основатель и фактический владелец (до мая 2014 г.) Мособлбанка.
- Масловский, Павел Алексеевич — председатель совета директоров Aricom PLC, заместитель председателя совета директоров компании Peter Hambro Mining Plc.
- Никифоров, Константин Сергеевич — главный инженер ОАО «РПЗ»
- Перов, Борис Витальевич — профессор, доктор технических наук, лауреат Государственной премии СССР, премии Совета Министров СССР, премии Правительства РФ. С 1967 по 2004 год заместитель генерального директора ВИАМ. Один из основоположников применения неметаллических материалов в авиастроении и ракетной технике, в том числе полимерных композиционных материалов, радиопрозрачных и радиопоглощающих материалов, теплозащиты;
- Прививкова, Людмила Андреевна — чемпионка Европы по кёрлингу.
- Прозоровский, Валерий Владимирович — депутат Государственной думы РФ (2003—2007; 2007-).
- Скворцов, Вячеслав Иванович — бывший президент ОАО «СИБУР».
- Соколов, Андрей Алексеевич — актёр, режиссёр, сценарист.
- Спиридонов, Александр Михайлович — заместитель руководителя Федеральной службы по финансовому мониторингу, бывший заместитель председателя Комитета РФ по финансовому мониторингу.
- Старшинов, Вячеслав Иванович — двукратный олимпийский чемпион.
- Тагиев, Руслан Русланович — генеральный директор (CEO) группы компаний TNS Россия, директор по медиаисследованиям компании TNS Gallup Media.
- Трушкин, Анатолий Алексеевич — писатель-сатирик, драматург.
- Урманчеев, Эльдар Муратович — генеральный директор ФГУП «ЦНИИАтоминформ».
- Шенгардт, Александр Сергеевич — советский и российский авиаконструктор.
- Турлов, Тимур - казахстанский миллиардер, владелец Freedom Holding corp.